# Pseudepipona nekt
Pseudepipona nekt är en stekelart som först beskrevs av Giordani Soika.  Pseudepipona nekt ingår i släktet Pseudepipona och familjen Eumenidae. Inga underarter finns listade i Catalogue of Life.